# 암살게임
《암살게임》(Assassination Games)은 2011년 개봉한 미국의 영화이다. 어니 바바라쉬가 감독, 장클로드 반 담과 스콧 애드킨스가 주연을 맡았다.

## 줄거리
빈센트 브라질(장클로드 반 담)은 돈만 맞다면 누구든 죽이는 청부 살인자다. 롤랜드 플린트(스콧 애드킨스)의 아내는 마약상에게 잔인하게 공격을 받아 식물인간이 되었다. 빈센트 브라질은 돈 때문에, 롤랜드 플린트는 복수때문에 냉혈한 마약상을 목표로 잡는다. 두명의 암살자는 마지못해 손을 잡고 마약상을 추적한다.

## 출연
- 장클로드 반 담 - 빈센트'빈스'브라질 역
- 스콧 애드킨스 - 롤랜드 플린트 역
- 케빈 채프만
- 이반 케이 - 폴로 역
- 마이클 힉스 - 고드프리 역
- 크리스토퍼 반 바렌버그 - 셸 역
- 마리아 카렌 - 악토버 역
- 비앙카 반 바렌버그 - 안나 플린트 역